# A Illa de Arousa
A Illa de Arousa (galicijsky a oficiálně), Isla de Arosa (španělsky), zkráceně jen Arousa/Arosa, je ostrov v zálivu Ría de Arousa a zároveň obec v Galicii na severozápadě Španělska. S rozlohou 6,32 km² je největším ostrovem Galicie a 15. největším ostrovem Španělska. Má 36 km pobřeží a převážně rovinatý povrch s nadmořskou výškou nepřesahující 68 m.
Ostrovní obec vznikla v roce 1995 odtržením od sousedního pevninského městečka Vilanova de Arousa. Administrativně náleží do comarky Salnés, součásti galicijské provincie Pontevedra. V roce 2007 zde žilo 4889 obyvatel.
Ostrov byl osídlen již od pravěku, přičemž hlavní obživou jeho obyvatel bylo až do nedávné doby rybářství. Roku 929 zde Alfons IV. z Leónu založil klášter svatého Juliána. Od poloviny 19. století se rozvíjelo průmyslové zpracování ryb, jehož vzestup vedl k výstavbě 2 km dlouhého silničního mostu, jenž spojuje ostrov s pevninou; to vedlo k objevení ostrova a jeho pláží turisty. Několikrát denně sem zajíždí linkový autobus z Vilagarcíe a Vilanovy de Arousa.